# Portage Park
Pour les articles homonymes, voir Portage.

Situation de Portge Park dans la ville de Chicago

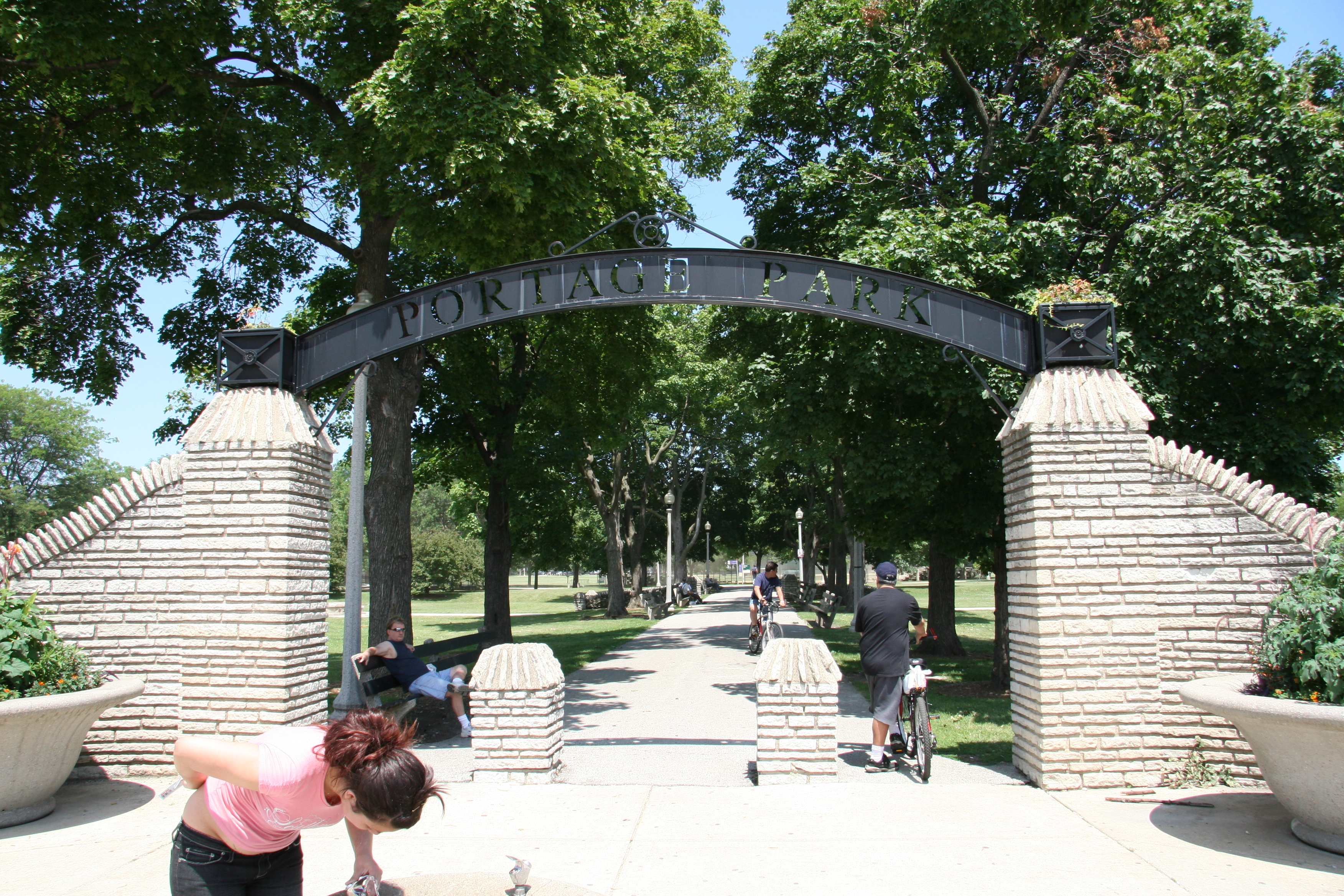
Intersection Irving Park et Central dans le quartier de Portage Park.

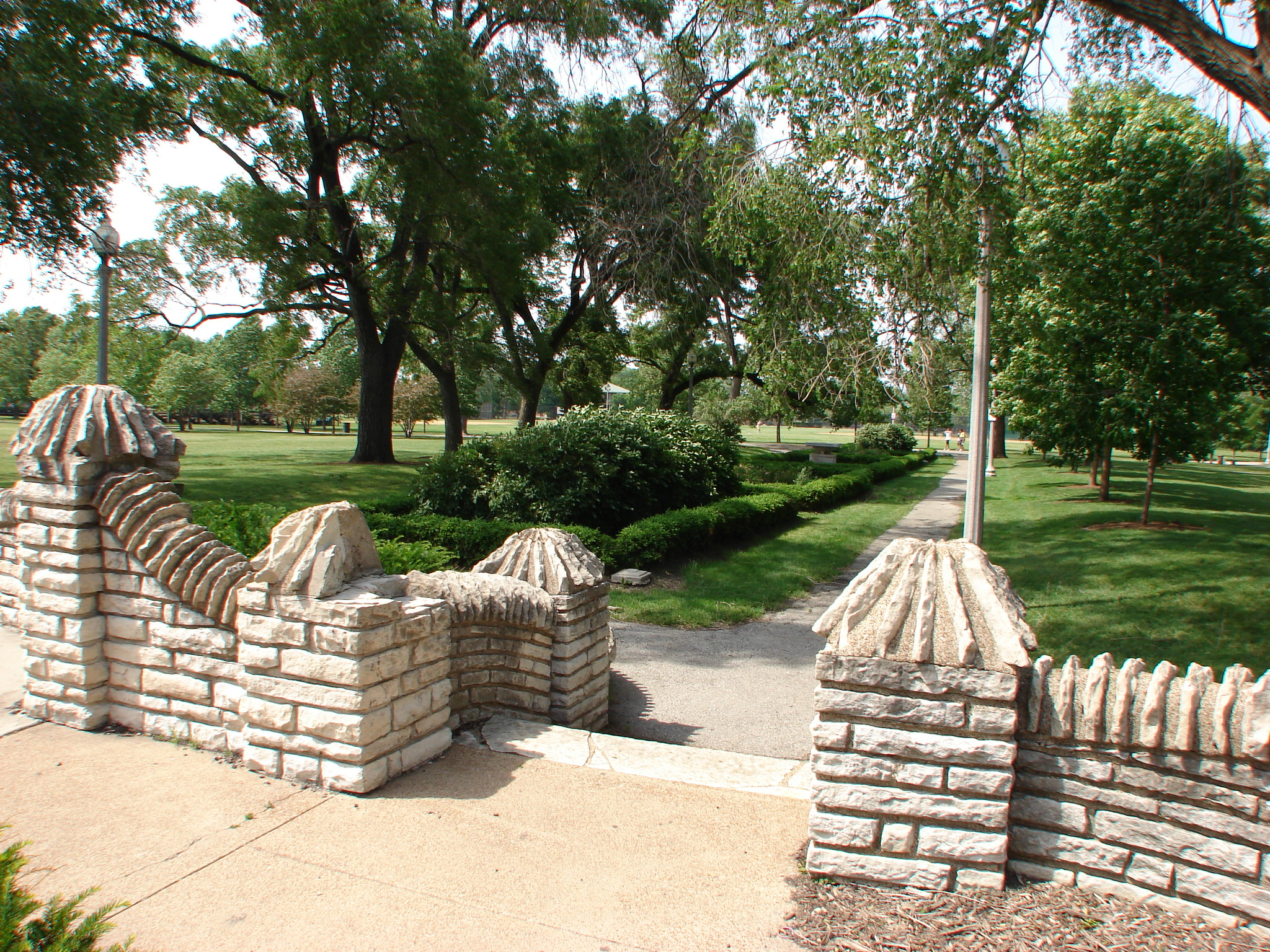
L'une des entrées du parc du quartier.

Portage Park est l'un des 77 secteurs communautaires de la ville de Chicago aux États-Unis.